# L'abdicació (pel·lícula)
 L'abdicació  (títol original en anglès:The Abdication ) és una pel·lícula britànica dirigida per Anthony Harvey el 1974. Ha estat doblada al català.

## Argument
Aquesta pel·lícula explica l'amor de la reina Cristina de Suècia pel cardenal Decio Azzolino, secretari d'Estat del papa Climent IX.

## Repartiment
- Peter Finch: el cardinal Decio Azzolino
- Liv Ullmann: Cristina de Suècia
- Cyril Cusack: el canceller Axel Oxenstierna
- Paul Rodgers: Altieri
- Graham Crowden: Cardinal Barberini
- Michael Dunn: el nan
- Kathleen Byron: La reina mare
- Lewis Fiander: pare Dominique
- Harold Goldblatt: Pinamonti
- Tony Steedman: Carranza
- Ania Marson: Ebba Sparre